# Бьюрман, Сандра
Сандра Канди Бьюрман (швед. Sandra Candie Bjurman, род. 20 марта 1980, Швеция) — шведская певица, поэтесса и композитор, которая была соавтором песен для участников Евровидения от Азербайджана и Украины.

## Авторство
Три года подряд являлась автором песен, представлявших на Евровидении Азербайджан: в 2010 году «Drip Drop» для Сафуры Ализаде, в 2011 году — «Running Scared» для Ell & Nikki, с которой они выиграли конкурс и в 2012 году — «When the Music Dies» для Сабины Бабаевой. В 2014 Бьюрман стала соавтором песни «Tick-Tock» для представительницы Украины Марии Яремчук.
Бьюрман приняла участие в Melodifestivalen 2012, написав песню и представив её Кристеру Бьоркману, сначала хотев конкурировать в конкурсе, но также и желая, чтобы эту песню исполнили наилучшим образом.

## Избранная дискография
- «Drip Drop» (Азербайджан, 2010)
- «Running Scared» (Азербайджан, 2011)
- «When the Music Dies» (Азербайджан, 2012)
- «Only the Dead Fish Follow the Stream» (Melodifestivalen 2013)
- «Tick-Tock» (Украина, 2014)
- «Hour of the Wolf» (Азербайджан, 2015)
- «X my heart» (Азербайджан, 2018)